# William Bernhardt
William Bernhardt (ur. 1960) – amerykański pisarz tworzący książki z gatunku thrillera prawniczego.

## Życiorys
Mieszka w Tulsie w stanie Oklahoma.
Jego książki zostały przetłumaczone i opublikowane w wielu krajach. Otrzymał wiele nagród m.in. Oklahoma Book Award for Best Fiction czy Southern Writers Guild’s Gold Medal Award. Zajął się również nauczaniem oraz działalnością wydawniczą. Bohaterem jednej z serii jego powieści jest młody prawnik Ben Kincaid.

## Twórczość

### SeriaBen Kincaid
- Pierwsza sprawiedliwość (Primary Justice, 1991; wyd. pol. Amber, Warszawa 1994, ISBN 83-7082-733-0, tłum. Tomasz Wilusz)
- Ślepa sprawiedliwość (Blind Justice, 1992; wyd. pol. Amber, Warszawa 1995, ISBN 83-7082-829-9, tłum. Piotr Maksymowicz)
- Śmiercionośna sprawiedliwość (Deadly Justice, 1993; wyd. pol. Amber, Warszawa 1995, ISBN 83-7082-754-3, tłum. Barbara Orłowska)
- Doskonała sprawiedliwość (Perfect Justice, 1994; wyd. pol. Amber, Warszawa 1995, ISBN 83-7082-857-4, tłum. Katarzyna Tuszyńska)
- Okrutna sprawiedliwość (Cruel Justice, 1996; wyd. pol. Amber, Warszawa 1998, ISBN 83-7169-588-8, tłum. Grzegorz Kołodziejczyk)
- Naga sprawiedliwość (Naked Justice, 1997; wyd. pol. Amber, Warszawa 1998, ISBN 83-7169-588-8, tłum. Grzegorz Kołodziejczyk)
- Najwyższa sprawiedliwość (Extreme Justice, 1998; wyd. pol. Amber, Warszawa 1998, ISBN 83-7169-829-1, tłum. Wojciech Jacyno)
- Mroczna sprawiedliwość (Dark Justice, 1999; wyd. pol. Amber, Warszawa 2000, ISBN 83-7245-304-7, tłum. Iwona i Jerzy Zielińscy)
- Milcząca sprawiedliwość (Silent Justice, 2000; wyd. pol. Amber, Warszawa 2000, ISBN 83-7245-435-3, tłum. Iwona i Jerzy Zielińscy
- Murder One (2001, ISBN 978-0-345-42815-8)
- Criminal Intent (2002, ISBN 978-0-345-44175-1)
- Death Row (2003, ISBN 978-0-345-44174-4)
- Hate Crime (2004, ISBN 978-0-674-65990-2)
- Capitol Murder (2006, ISBN 978-1-4159-2597-3)
- Capitol Threat (2007, ISBN 978-0-7862-9481-7)
- Capitol Conspiracy (2008, ISBN 978-0-345-48757-5)

### Pozostałe
- The Code of Buddyhood (1992)
- Podwójne ryzyko (Double Leopardy, 1995)
- The Midnight Before Christmas (1998)
- Final Round (2001)
- Natural Suspect (2001) (wspólnie z Leslie Glass, Gini Hartzmark, Johnem Katzenbachem, Johnem Lescroartem, Bonnie MacDougal, Phillipem Margolinem, Bradem Meltzerem, Michaelem Palmerem, Lisą Scottoline i Laurence’em Shamesem)
- Bad Faith (2002)
- Dark Eye (2005)
- Strip Search (2007)
- Princess Alice and the Dreadful Dragon (2007)